# Gianluca Pagliuca
Gianluca Pagliuca (Bologna, 18. prosinca 1966.) je bivši talijanski nogometni vratar i nacionalni reprezentativac. S Italijom je na Svjetskom prvenstvu 1994. u SAD-u nastupio u finalu turnira gdje su Azzuri poraženi od Brazila na jedanaesterce.

## Karijera

### Klupska karijera
Pagliuca je nogometnu karijeru započeo u juniorima Bologne dok je kao senior debitirao u Sampdoriji. S klubom je u sezoni 1990./91. bio talijanski prvak dok je sljedeće sezone branio u finalu Kupa prvaka kojeg je osvojila katalonska Barcelona.
Zbog dobrih obrana na Svjetskom prvenstvu 1994., Pagliucu kupuje milanski Inter za tada rekordnih sedam milijuna GBP. U novom klubu je branio sljedećih pet sezona te je s njime nastupio u dva uzastopna finala Kupa UEFA. U prvom finalu bio je bolji njemački Schalke 04 dok je u drugom finalu igranom na pariškom Parku prinčeva, Inter pobijedio rimski Lazio golovima Ivána Zamorana, Javiera Zanettija i Ronalda. U tom finalu, Pagliuca je ujedno bio i kapetan milanske momčadi. Pagliuca je Inter napustio 1999. godine nakon što je novi trener Marcello Lippi sa sobom doveo vratara Peruzzija.
Poslije toga vratar se vraća kući gdje potpisuje za Bolognu a u klubu je ostao i nakon što je momčad u sezoni 2004./05. ispala u niži rang.
17. rujna 2006. Pagliuca je na utakmici protiv Messine postigao rekord kao vratar s najviše nastupa u Serie A, prestigavši tako legendarnog Dinu Zoffa.
Do kraja karijere, Gianluca Pagliuca je jednu sezonu branio za Ascoli nakon čega je objavio kraj nogometne karijere. Nakon toga zaposlio se kao sportski komentator na talijanskim televizijskim kanalima Sky i Mediaset Premium te bolonjskom radio kanalu Radio Futurshow Station.

### Reprezentativna karijera
Vratar je s Italijom nastupio na tri uzastopna svjetska prvenstva: 1990. u Italiji, 1994. u SAD-u i 1998. u Francuskoj. Tijekom Svjetskog prvenstva u Italiji, Pagliuca je bio rezervni vratar a na sljedeća dva prvi izbor Azzura.
Na Svjetskom prvenstvu u SAD-u je zbog crvenog kartona protiv Norveške u skupini, postao prvi isključeni golman na Mundijalu. Na istom turniru Italija je stigla do finala protiv Brazila. Nakon regularnih 0:0, pitanje pobjednika se odlučivalo na jedanaesterce, te su se uspješnijim pokazale Carioce s 3:2. Također, Gianluca je postao prvi vratar u povijesti finala Svjetskih prvenstava koji je uspio obraniti kazneni udarac, i to Márciju Santosu.
Nakon što je Angelo Peruzzi ozlijedio ruku, Pagliuca je ponovo postao prvi vratar reprezentacije na Svjetskom prvenstvu 1998. u Francuskoj. Ondje je Italija stigla do četvrtfinala gdje je ponovo poražena na jedanaesterce, ovaj puta od domaćina Tricolora koji su kasnije postali svjetski prvaci. To je ujedno bila i posljednja reprezentativna utakmica za Gianlucu Pagliucu.

## Osvojeni trofeji

### Klupski trofeji
| Klub        | Trofej                | Sezona / godina |
| Italija     | Italija               | Italija         |
| ----------- | --------------------- | --------------- |
| Samdoria    | Coppa Italia          | 1988.           |
| Samdoria    | Coppa Italia          | 1989.           |
| Samdoria    | Kup pobjednika kupova | 1990.           |
| Samdoria    | Scudetto              | 1990./91.       |
| Samdoria    | Supercoppa Italiana   | 1991.           |
| Samdoria    | Coppa Italia          | 1994.           |
| Inter Milan | Kup UEFA              | 1998.           |

### Reprezentativni trofeji
| Turnir       | Trofej | Godina |
| ------------ | ------ | ------ |
| SP u Italiji | Bronca | 1990.  |
| SP u SAD-u   | Srebro | 1994.  |

### Individualni trofeji
| Trofej       | Sezona    |
| ------------ | --------- |
| Guerin d'Oro | 1996./97. |
| Guerin d'Oro | 2004./05. |

### Ordeni
- Cavaliere Ordine al merito della Repubblica Italiana: 30. rujna 1991.

## Vanjske poveznice
- National Football Teams.com